# 프라이토리아니

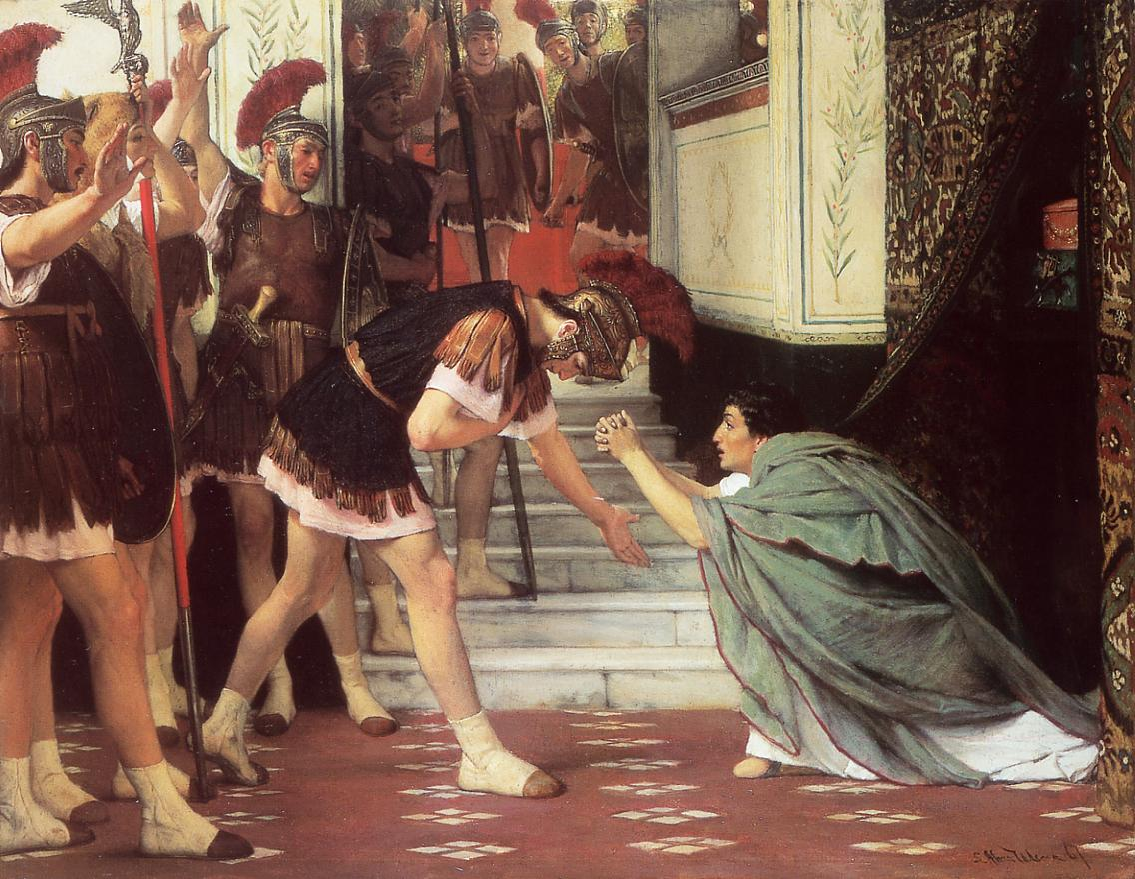
칼리굴라가 살해된 뒤 클라우디우스를 옹립시키는 프라이토리아니의 병사들.

프라이토리아니(라틴어: Praetoriani 친위대[*])는 로마 황제의 경호 담당 부대였다. "프라이토리아니"라는 직함은 사실 로마 공화정 때부터 사용되었는데, 기원전 275년경 스키피오가 대두했을 무렵 로마 장군들을 경호하는 병사들을 '프라이토리아니'라고 불렀다. 로마 제국 내내 프라이토리아니는 정치적으로 상당한 권력을 누리며 황제의 독재권력 유지에 기여했다. 때로 반란을 일으켜 황제를 갈아치우기도 했으며 이러한 전횡은 로마 쇠퇴의 원인 중 하나가 되었다.
프라이토리아니는 4세기 콘스탄티누스 1세에 의해 해산된다. 로마 초기 황제들을 밀착 경호했던 게르만족 경호대와 프라이토리아니는 서로 무관하다.

## 같이 보기
- 예니체리
- 바랑기아 친위대